# Delegació del govern (Espanya)
|  | Per a altres significats, vegeu «delegació del govern (Catalunya)». |

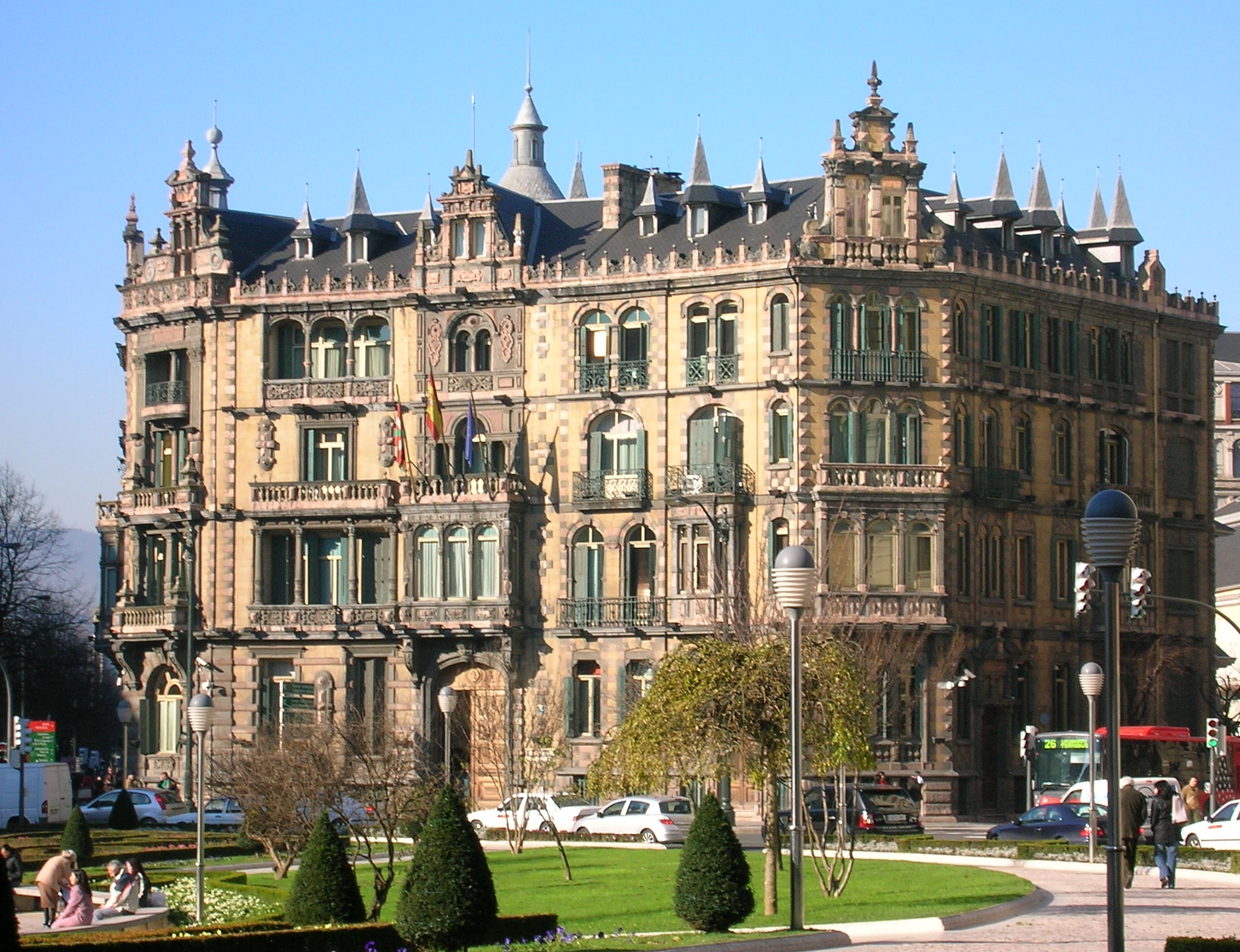
El Palau Txabarri de Bilbao, seu de la Delegació del Govern del País Basc

Una delegació del govern, en l'administració pública d'Espanya, és un òrgan corresponent a l'organització perifèrica de l'estat. Tenen caràcter polític, i els seus titulars ostenten la condició d'alt càrrec. Les seues funcions principals són les de representar al govern en la comunitat autònoma corresponent, així com dirigir l'administració de l'estat (p.ex: diputació, municipis), en el territori autonòmic i coordinar-la amb l'administració pròpia de la comunitat autònoma en qüestió.
Segons la constitució espanyola de 1978 un delegat nomenat pel Govern dirigirà l'Administració de l'Estat en el territori de la Comunitat Autònoma i la coordinarà, quan escaigui, amb l'Administració pròpia de la Comunitat. Es regula en la Secció 1a del Capítol II de la Llei 6/1997, d'Organització i funcionament de l'Administració General de l'Estat, articles 22 a 28. Entre les seues competències s'arrepleguen les relatives a la direcció de la Delegació del Govern (nomenar als Subdelegats del Govern o elevar anualment un informe al govern, a través del Ministeri d'Administracions Públiques, sobre el funcionament dels serveis públics estatals i la seua avaluació global, entre altres); competències en matèria d'informació als ciutadans; sobre simplificació d'estructures; competències en la direcció dels serveis territorials integrats; o, en la relació amb altres administracions territorials. Assumirà a més, les competències sancionadores atribuïdes als governadors civils per la HO 1/1992 sobre Protecció de la Seguretat Ciutadana. En 1997 amb la LOFAGE la figura de governador civil, creada en el XIX, es va substituir per la de subdelegat del govern.
Per al millor compliment de la funció directiva de la Delegació del Govern es crea la Comissió territorial d'assistència al delegat del govern, presidida pel delegat i integrada pels Subdelegats del Govern en les províncies compreses en els territoris d'aquestes; en les illes Balears i Canàries s'integraran a més pels Directors Insulars.
En l'any 2000 es va crear la Delegació del Govern per a Estrangeria i Immigració amb competències en aquestes matèries.
Els delegats del govern depenen de la Presidència del Govern, correspon al Ministeri d'Administracions Públiques dictar les instruccions precises per a la correcta coordinació de l'Administració General d'Estat en el territori, i al Ministre de l'Interior, en l'àmbit de les competències de l'estat, impartir les necessàries en matèria de llibertats públiques i seguretat ciutadana, en aquelles regions autonòmiques on no
 s'hagin transferit les competències relatives a aquestes matèries. Tot això s'entén sense perjudici de la competència dels altres ministeris per a dictar les instruccions relatives a les seues respectives àrees de responsabilitat.
Els delegats del govern, seran nomenats i separats per Reial decret del Consell de Ministres d'Espanya, a proposta del President del Govern d'Espanya i tindran la seua seu en la localitat on radiqui el consell de govern autonòmic.

## Delegats/des del govern per comunitats i ciutats autònomes
Entre parèntesis, la seu.

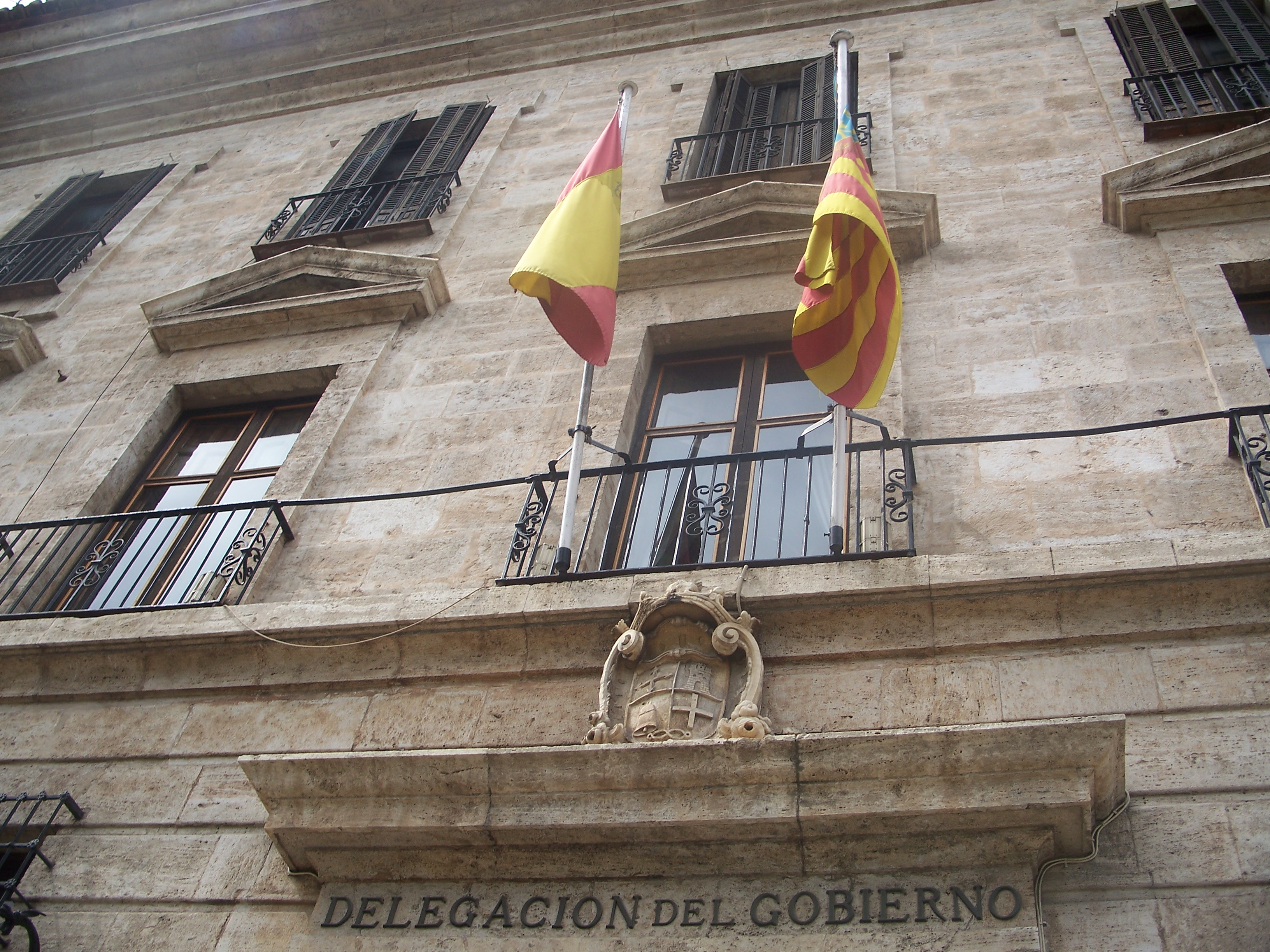
Seu de la Delegació del Govern a València

- Andalusia (Sevilla): Antonio Sanz Cabello
- Aragó (Zaragoza): Gustavo Alcalde Sánchez
- Principat d'Astúries (Oviedo): Gabino de Lorenzo Ferrera
- Illes Balears (Palma): Teresa Palmer Tous
- País Basc (Vitòria-Gasteiz): Carlos María de Urquijo Valdivielso
- Canàries (Las Palmas de Gran Canària): María del Carmen Hernández Bento
- Cantàbria (Santander): Samuel Ruiz Fuertes
- Castella-la Manxa (Toledo): Jose Julian Gregorio
- Castella i Lleó (Valladolid): Ramiro Felipe Ruiz Medrano
- Catalunya (Lleida): Teresa Cunillera i Mestres
- Ceuta: Nicolás Fernández Cucurull
- Extremadura (Badajoz): Cristina Herrera Santa-Cecilia
- Galícia (La Corunya): Francisco Javier Losada de Azpiazu
- Comunitat de Madrid: Concepción Dancausa Treviño[1]
- Regió de Múrcia (Múrcia): Joaquín Bascuñana García
- Navarra (Pamplona): Carmen Alba Orduna
- La Rioja (Logronyo): Alberto Bretón Rodríguez
- País Valencià (València): Juan Carlos Moragues Ferrer
- Melilla: Abdelmalik El Barkani Abdelkader